# Vagabondo a cavallo
Vagabondo a cavallo (Saddle Tramp) è un film del 1950 diretto da Hugo Fregonese.
È un western statunitense con Joel McCrea, Wanda Hendrix, John Russell, John McIntire e Jeanette Nolan.

## Produzione
Il film, diretto da Hugo Fregonese su una sceneggiatura e un soggetto di Harold Shumate, fu prodotto da Leonard Goldstein per la Universal Pictures e girato nell'Andy Jauregui Ranch a Newhall e nell'Iverson Ranch a Chatsworth, in California, da fine febbraio all'inizio di aprile 1950.

## Distribuzione
Il film fu distribuito negli Stati Uniti il 21 settembre 1950 dalla Universal Pictures.
Altre distribuzioni:
- in Cile nel 1951 (Alma solitaria)
- in Svezia il 30 aprile 1951 (De fria viddernas ryttare)
- in Finlandia il 1º giugno 1951 (Rauhaton länsi)
- in Portogallo il 25 giugno 1952 (Quatro Filhos e Uma Noiva)
- in Austria nel febbraio del 1956 (Ohne Gesetz)
- in Germania Ovest nel febbraio del 1956 (Ohne Gesetz)
- in Brasile (Paladino dos Pampas)
- in Spagna (Alma solitaria)
- in Italia (Vagabondo a cavallo)

## Critica
Secondo il Morandini il film è caratterizzato da "senso acuto dell'azione" e risulta "garbato, adatto per famiglie".